# Jacou
Jacou település Franciaországban, Hérault megyében. Lakosainak száma 6964 fő (2022. január 1.). Jacou Teyran, Castelnau-le-Lez, Clapiers és Le Crès községekkel határos.

## Népesség
A település népességének változása:
| Lakosok száma | 247  | 1774 | 3795 | 4997 | 6121 | 6756 | 6791 | 6808 | 6794 | 6964 |
|               | 1968 | 1982 | 1990 | 2006 | 2013 | 2015 | 2017 | 2019 | 2020 | 2022 |